# 三平ストア
三平ストア（さんぺいストア）は、東京都新宿区に本店を置くスーパーマーケット。新宿地区から中央本線沿線を中心に店舗を構える。食料品、衣料品、雑貨などを販売している。
業務用食品のコーナーも設けるなど近隣の飲食店向けの仕入れ需要にも対応している。
かつては、仕入れ価格を抑えて、徹底的に低価格で販売するディスカウント戦略で知られていた。
三平の屋号は創業者である小林平三の名前を逆にしたもの。

## 沿革
- 1935年（昭和10年） - 新宿で氷の卸・販売業を創業[3]。
- 1948年（昭和23年）5月 - 株式会社小林平三商店を設立[2][7]。
- 1955年（昭和30年）6月3日 - 株式会社小林食品興業を設立[2][3]。
- 1956年（昭和31年）6月3日 - 小林食品加工株式会社を設立[2]。
- 1958年（昭和33年）6月 - 株式会社食堂三平に改称[2]。
- 1966年（昭和41年） - 株式会社三平に改称[3]。

## 店舗
- 新宿本店（東京都新宿区新宿3-22-12[3]、1963年（昭和38年）6月開店[3]）

店舗面積495m2 → 922m2
1974年（昭和49年）9月3日に開業した新宿サンパークの地下1階に出店したが、1975年（昭和50年）2月14日に生鮮食品を除く食料品売り場を1階に移転する形で増床した。5階と6階には当社の直営飲食店が入居。当店の入るビル階段と柱と床に化石がある。
- 三鷹店（東京都三鷹市下連雀3-37-1[3]、1965年（昭和40年）11月29日開店[12]）

店舗面積1,160m2 → 店舗面積1,544m2
- 浅草店（東京都台東区西浅草2-14-16[3]、1962年（昭和37年）7月開店[3]）

店舗面積1,386m2 → 店舗面積1,423m2
2004年（平成16年）3月2日の火災で全焼したが2006年夏より再建、2007年（平成19年）6月8日に営業再開した。

### 閉店した店舗
- 成子坂店（東京都新宿区北新宿2-26-1[3]、1970年（昭和45年）6月開店[3]-2005年（平成17年）末閉店[要出典]）

店舗面積996m2
狂歌師大田南畝の寄寓跡に出店していた。
- 高円寺店（東京都杉並区高円寺南3-21-22[3]、1971年（昭和46年）6月開店[3]）

店舗面積1,052m2
2020年9月15日に閉店

## グループ
以下の店舗をインストアで運営することによって、多角経営を展開。「三平グループ」と称して、NRN基幹局のニッポン放送でラジオCMを放送している。店舗はニッポン放送のある東京23区内にしか存在しないが、関東以外の地方のNRN加盟局（東海ラジオやMBSラジオなど）でも、ネットワークセールス扱いでCMを放送している。

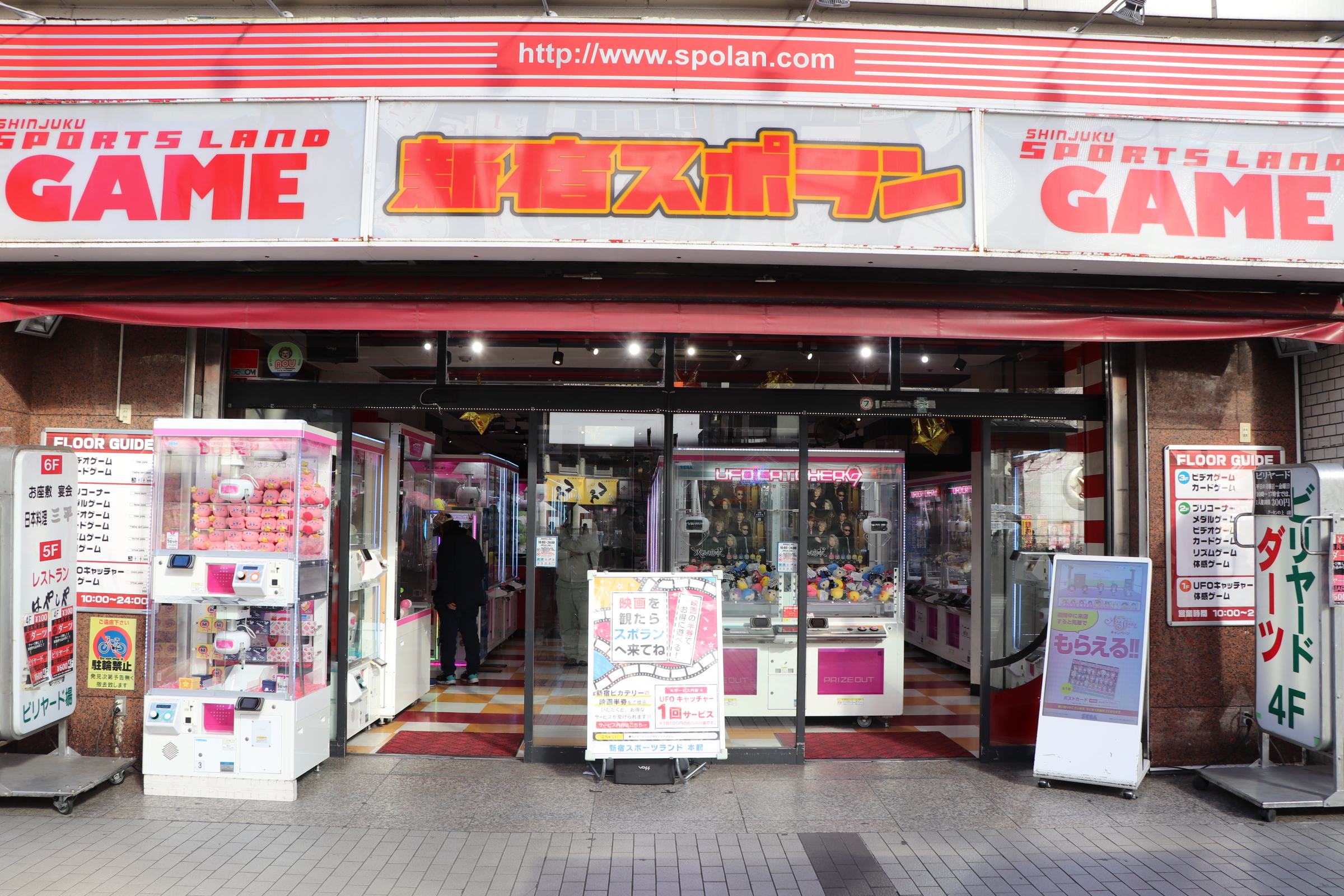
新宿スポラン（2020年2月）

- 新宿スポーツランド（新宿区角筈1-1[17]）
各国の遊技機を集めたゲームセンター[18]。正式名称に"新宿"を冠している。例えば三鷹店（すでに閉店）は「新宿スポーツランド 三鷹店」だった。かつては設置ゲーム・店内ともやや古い事でレトロゲームファンに知られていたが、近年のアーケードゲームの衰退に伴い、採算の悪い店は閉店し、跡にはシルクが入った所が多い。残った店も装飾・店員の服装などが全面的に変わり、イメージカラーも水色から赤になり、クラブセガの様な雰囲気の現代型大型店に生まれ変わった。[要出典]
- 居酒屋「三平酒寮」
別館三平酒寮（新宿三丁目）の名物料理に「お好み焼き風たこ揚げ」「三平納豆」「川海老のから揚げ」などのメニューがある。[独自研究?]
- レストラン「はやしや」
「昔懐かしレストラン」をコンセプトに掲げ、洋食に特化し、サービスランチ・サービスディナーを提供している。「はやしや」の屋号は落語家の林家三平に由来するという説がある。[独自研究?]
- コンビニ サンハチキュー
コンビニエンスストア。食品を中心とした品揃えで、たい焼き・たこ焼き・アイスクリームのテイクアウトコーナーもあり、「から揚げ弁当」等の弁当がある。[独自研究?]
- ディスカウントショップ
三平本館のすぐ隣にある店。服やバック、おもちゃなど、多数の商品をそろえている。[独自研究?]

### サンパークホテル
当グループではホテルも運営している。2016年5月現在、営業している店舗は1店舗である。
- 新宿サンパークホテル

### 過去に営業していたグループ
- 食堂三平
和食・洋食・中華・寿司・喫茶などを安価で提供する大衆食堂[18]。
本店（新宿区角筈1-799[17]）
第一分店（新宿区角筈1-845[17]・三平ストア新宿本店と同一[8]）
第二分店（新宿区角筈1-839[17]）
浅草分店（台東区浅草田島町70[17]）
丸物7階食堂（豊島区池袋1-491[2]）
食堂センター（新宿区角筈1-1[2]）
渋谷店（渋谷区宇田川町76[2]）
銀座店（中央区銀座西5-5[2]）
神田分店（千代田区神田鍛冶町2-22[17]）
- 扇寿司
本店（新宿区角筈1-1）と支店（新宿区角筈1-825）を出店していた[2]。
- 氷卸部・アイスクリーム工場（東京都新宿区新宿3-22-12[17]）
- 明月温泉（静岡県伊豆長岡町大芝原1312-13[19]）
- サンペイグッドカメラ
量販店。過去に新宿本店で、カメラや電化製品、音楽CDを販売していた。また、大熊元司を起用したテレビCMも放映されていた。

### 関連会社
株式会社小林平三商店、株式会社ニューサンパーク、東京近郊酒類販売株式会社、Sanpei Hawaii Co.,Ltd.（サンペイ・ハワイ）等。